# Нойзкор

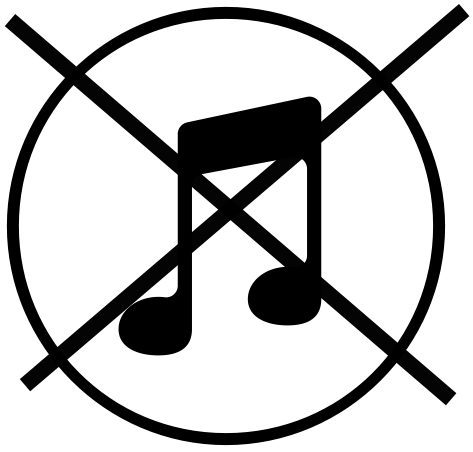
Согласно Хуану Себастьяну из Vice.com, нойзкор имеет «нигилистическую основу, в которой он стремится уничтожить любую идею и любую форму гармонии, мелодии или красоты».

Нойзкор — музыкальный жанр, происходящий из хардкор-панка, сохраняющий скорость и грубость грайндкора, но доводящий его черты до ещё больших крайностей, сильно приближаясь к нойзу. Также нойзкор часто используется, как синоним нойз-рока и маткора. Пионерами данного жанра являются Fear Of God, 7 Minutes of Nausea и The Gerogerigegege.

## Характеристика
Нойзкор имеет следующие характерные для себя черты:
- Текстуры сильно искажённых электрогитар и ударных[7].
- Драм-машины, составляющие 200 ударов в минуту[8].
- Присутствие индустриального[7]/электронного шума[1].
- Предельно грязный, сырой и низкий звук[2].
- Отсутствие гармоний, абсолютная атональность риффов (если они присутствуют)[2].
- Короткие (зачастую всего 5 секунд[6])[2], быстрые и громкие[6] песни[9].

Нойзкор — анти-истеблишментная музыка (собственно, песни политизированны), которая направлена против мейнстрима. Данный жанр является некоммерческим и некоторыми критиками описывается, как анти-музыкальный. Согласно Флавио Аддуччи, данный стиль характеризуется «„песнями“, которые являются настоящими осколками чистого шума». Александр Русаков утверждает, что нойзкор и нойзграйнд «представляют собой нечто вроде комбинации экстремальных шумов».
Нойзкор сохраняет скорость и грубость грайндкора, но доводит его черты до ещё больших крайностей, сильно приближаясь к нойзу.

## История

### 1980-е—1990-е: Зарождение
Альбом Scum (1987) британской грайндкор-группы Napalm Death оказался предшественником нойзкора. Нойзкор сформировался путём сознательного ухудшения качества звучания хардкор-панка/грайндкора, увеличения скорости игры.
Изначально в 1980-х годах нойзкор был термином, описывавшим смесь нойз-рока и хардкор-панка. После образования грайндкора многие группы, действовавшие в рамках данного жанра начали употреблять термин «нойзграйнд» по отношению к себе, дабы не ассоциироваться с нойзкором и его дальнейшем развитием. Такие коллективы как Fear Of God, Patareni и Anal Cunt сыграли ключевую роль в смешении грайндкора с нойзкором.
Альбом Fear Of God As Statues Fell, изданный 1988 года, часто называют вехой нойзкора.
В 1989 году Anal Cunt издали свой мини-альбом 5643 Songs, состоящий из 5643 песен, длящихся всего двенадцать минут и представляющих из себя неистовый шум, в котором нельзя различить инструменты. Данный альбом был описан, как «какая-то нарастающая волна окончательного шумкора».
Коллектив The Gerogerigegege родом из Токио наиболее известен благодаря своему альбому Tokyo Anal Dynamite, который был издан в 1990 году. Этот альбом состоит из 75 песен, все которые начинаются с крика «One! Two! Three! Four!» (с англ. — «Один! Два! Три! Четыре!»), следующим за «ужасной смесью воплей, искажённых гитар и хаотичной игры на барабанах, длящейся всего несколько секунд». После следует небольшая пауза и весь цикл повторяется, и так до тех пор, пока весь альбом не подойдёт к концу. Хуан Себастьян из Vice.com называет данный релиз «золотом для коллекционеров».
В конце 1980-х коллектив 7 Minutes of Nausea популяризировал в андеграунде данный жанр, записав 13-минутный мини-альбом, состоящий из 336 «абсурдных» композиций.
Несмотря на своё «экстремальное» и андеграундное звучание, нойзкор распространился по всему миру.

### 2000—2010-е: Экспериментальные формы
Американский коллектив Agoraphobic Nosebleed в 2003 году издал альбом Altered States of America, совмещающий в себе элементы нойзкора и технического грайндкора. Музыка представляет собой постоянно движущийся поток бласт-битов в духе грайндкора, нойз-интерлюдии, голосовые сэмплы и другие короткие звуковые фрагменты. Драм-машина имеет чрезмерно высокое BPM и играет одну из ключевых ролей в техническом звучании альбома. Большинство композиций длится всего несколько секунд. Альбом получил положительные отзывы критиков.
Скотт Синклер, более известный как Company Fuck, описывает себя как «взрывное нойзкор-караоке из одного человека». Он записывает пародии на различные танцевальные и поп-композиции. Его музыка представляет из себя смесь коротких метал-композиций (грайндкор, нойзкор и т. д.) и «экстремального хардкор-техно» (габбер, спидкор, экстратон).

## Региональные сцены

### Швеция
Музыкальный состав альбома Teenass Revolt 2001 года коллектива Arsedestroyer критики описывают как «38 вспышек злобного серого шума». 38 безымянных композиций «гремят с невероятной скоростью, не обращая внимания на общепринятые музыкальные ценности». Дом Лоусон из Metal Hammer внёс данный релиз в свой список «10 важнейших грайндкор-альбомов».

### Великобритания
В 2012 году британский коллектив Satanic Malfunctions спустя нескольких лет затишья издал двойной альбом Disgrace To Music, который содержит в себе всю раннюю дискографию группы. Журнал Zero Tolerance описывает их звучание как «нойзтрэш». Музыка коллектива «варьируется от среднетемповых панк-рок-мелодий до ультра-быстрых нойзкор/трэш-песен с политизированной лирикой». Через следующий год коллектив издал CD-альбом Them, с помощью лейбла Selfmadegod Records.

### Швейцария
Швейцарский квартет Fear Of God сформировался в начале 1987 года и не испытывал особого внимания со стороны аудитории на швейцарской хардкор-панк-сцене. Коллектив редко имел возможность давать концерты, но они продавали подпольно кассеты, чтобы привлечь к себе внимание. С приходом барабанщика Франца Освальда в конце лета 1987 года под влиянием других коллективов группа начала играть всё быстрее и быстрее. Характерными чертами их музыки были резкий шум, изобилие фидбэка, какофонии и «крик во всю глотку». Группа не использовала никаких эффектов во время записи альбомов и пользовалась оборудованием плохого качества. Группа записала несколько кассет в 1987 году, а на следующий год они издали одноимённый мини-альбом. Однако коллектив распался спустя несколько месяцев. Их альбом As Statues Fell, изданный 1988 года, часто называют вехой нойзкора.

### Япония
Нойзкор имеет распространение в Японии. К тому же некоторые критики называли данный жанр «зловещим отражением многолюдной городской культуры современной Японии».
Коллектив The Gerogerigegege родом из Токио наиболее известен благодаря своему альбому Tokyo Anal Dynamite, который был издан в 1990 году. Этот альбом состоит из 75 песен, все которые начинаются с крика «One! Two! Three! Four!» (с англ. — «Один! Два! Три! Четыре!»), следующим за «ужасной смесью воплей, искажённых гитар и хаотичной игры на барабанах, длящейся всего несколько секунд». После следует небольшая пауза и весь цикл повторяется, и так до тех пор, пока весь альбом не подойдёт к концу.
Кадзуюки Кишино, более известный как KK Null, является одним из известных японских нойз-гитаристов. После двух альбомов его нойзкор-проекта Saishiyu Bushitsu, он сформировал Absolute Null Punkt, который, исходя из таких работ как Ultima Action, представлял собой «импровизированный фри-индастриал-нойз». Позже он сформировал Zeni Geva, который исполнял диссонантный нойз-рок в духе Swans и Big Black. А его сольные работы, в частности Absolute Heaven и Ultimate Material II представляли собой «экстремальный нойз».
Отличительной чертой коллектива Gore Beyond Necropsy является тот факт, что их музыка более тяжела по сравнению с другими нойзкор-группами. Их композиции имеют более заметное влияние грайндкора, также могут встречаться элементы дэт-метала, которые выражаются в агрессивности их песен.
В музыке дуэта Final Exit могут встречаться шутливые темы, вдохновлённые хардкором и грайндкором, иногда их песни содержат элементы рока и блюза. Также в шутку могут внедряться элементы поп-музыки, например их трибьют-альбом, посвящённый группе Kiss, который длится всего четыре минуты. Хуан Себастьян из Vice.com описывает их звучание как «чистое безумие».
https://www.scaruffi.com/history/cpt425.html

### Бразилия
Грайндкор/нойзкор-сцена в Бразилии была очень большой, а её зарождение начиналось в Амазонас. Исполнителей не волновали их музыкальные навыки.
Коллектив Brigada do Ódio был одним из первых грайндкор-коллективов в Бразилии, который действовал ещё до появления термина «грайндкор». Их описывают как «панков, исполняющих грайндкор, отличающийся от обычного грайндкора». Они «ускорили песни и полностью разбили их в поисках музыкального хаоса».
Одними из известных представителей бразильской сцены являются Rattü Mortö из Сан-Паулу, которые используют инструменты сделанные из мусора. Коллектив даёт концерты два-три раза в год в одних и тех же местах, а их музыка издаётся на CD-R.
Также известным является дуэт Masher, который «определённо не мог ничего играть». Их музыка представляла собой «шумы, длящиеся 10 секунд».

### Перу
Нойзкор приобрёл популярность в Перу в 80-х годах. Особенно в то время выделился коллектив Atrofia Cerebral, который возник в 1989 году в Лиме.

### Колумбия
В Колумбии одной из выдающихся групп нойзкора является Herpes, которая была образована в 1989 году в Медельине. Одним из участников является Карлос Марио Перес, который более известен как гитарист метал-группы Parabellum.

### Россия
В 1993 году в городе Советске был образован кассетный лейбл, который занимался изданием нойзкор-записей. Первым релизом лейбла стала демо-запись группы Disphagia.
Академовские маньяки (Никита Лыткин и Артём Ануфриев) также были нойзкор-музыкантами и основали свою группу «Расчленëнная ПугачОва». Среди других известных российских нойзкор-групп можно выделить Chuck Schuldiner is Gay, Sperm of Freddie Mercury, Krovavaya Soska MyDuck666, а также Ян748.

## Другие жанры

### Нойзграйнд
Нойзграйнд, или грайнднойз — диссонансный вариант грайндкора, представляющий собой смесь элементов грайндкора и резкого шума. Данный термин применяют по отношению к группам, имеющим более «тяжёлое» звучание, более заметное влияние грайндкора. Пионерами данного жанра являются Fear Of God, их музыка характеризуется резким шумом, изобилием фидбэка, какофонии и «криком во всю глотку».
Однако, термин нойзкор зачастую используется как синоним нойзграйнда и наоборот. Также коллективы, которые относят к нойзкору, в то же самое время могут относить и к нойзграйнду.

### Джазкор
Хуан Себастьян из Vice.com называет музыку Джона Зорна и его проекта Naked City «академическим ответом на весь нойзкор». Как говорит Себастьян, «их музыка это не совсем нойз, но в ней много похожих элементов: диссонанс, хаос и раздражающие звуки говорят нам об хаотичности их звучания». Музыку Зорна описывают термином джазкор. Данный жанр можно описать как агрессивную, иногда импровизированную, чрезвычайно быструю музыку, которая постоянно перепрыгивает между элементами разных жанров. Татьяна Замировская из Experty.by утверждает, что основными чертами джазкора являются «ломаные и хаотичные мелодические линии, дикие сочетания тональностей и скоростей, резкие чередования брутальных утяжеленных гитарных моментов с прозрачными фри-джазовыми саксофонными соло, которые рано или поздно превращаются в откровенно панк-роковые коды».

## Список исполнителей
- 7 Minutes of Nausea[1][6]
- Fear of God[5]
- Anal Cunt[1][15]
- The Gerogerigegege[1]
- Расчленëнная ПугачОва
- Chuck Schuldiner is Gay
- Ян748
- MyDuck666
- Krovavaya Soska
- Блокада Ленинграда
- ЕШЬУ1313
- Тусклый Смрад Моей Запрелой Революции
- Sperm of Freddie Mercury
- Final Exit[1]
- Gore Beyond Necropsy[32]
- Throbbing Gristle[35]

## Сноски
Примечания
1. 1 2  Евгений Викторович Дуков описывает нойзкор как «сверхэкстремальный, примитивный и до предела утяжеленный грайндкор»[2].
2. ↑  Альбомы записываются в домашних условиях, имеют малый тираж, а концерты проходят в «очень скрытых и мрачных» местах[1].
3. 1 2  Идея такого крика была позаимствована у Ramones[1][16].
4. ↑  Аудитория покидала их концерты, группа не ладила с другими коллективами[26].
5. ↑  За свою карьеру они выступили всего 15 раз[26].
6. ↑  Их песни длились от 20 до 30 секунд[26].
7. ↑  Например, Fear Of God[5][27] и Gore Beyond Necropsy[1][32].

Источники
1. 1 2 3 4 5 6 7 8 9 10 11 12 13 14 15 16 17 18 19 20 21 22 23 24 25 26  Juan Sebastián Barriga Ossa. Una introducción al noisecore: la música más absurdamente rapida y ruidosa del mundo (исп.). www.vice.com. Vice.com (3 мая 2016). Дата обращения: 29 января 2020. Архивировано 29 января 2020 года.
2. 1 2 3 4 5 6  Дуков, 2006.
3. ↑  Sfetcu, 2014.
4. 1 2  Salmhofer, 2012, S. 221.
5. 1 2 3 4 5  Salmhofer, 2012, S. 220.
6. 1 2 3 4 5 6 7 8  Adducci, 2019.
7. 1 2 3  Alves, 2013.
8. ↑  Mischer, 2001.
9. ↑  Washburne и Derno, 2013.
10. ↑  Sturman, 2019.
11. ↑  Matthias. Рецензия на 5643 Song EP на сайте Metal.de (нем.). www.metal.de. Metal.de (8 августа 2007). Дата обращения: 22 августа 2019. Архивировано 24 августа 2019 года.
12. ↑  Русаков, 2017.
13. 1 2  Bernkopf, 2010, S. 9.
14. ↑  Salmhofer, 2012, S. 210.
15. 1 2  Avril, 2018.
16. 1 2 3  Duboys.
17. 1 2  Ted Mills. Рецензия на Tokyo Anal Dynamite на AllMusic (англ.). www.allmusic.com. AllMusic. Дата обращения: 4 февраля 2020. Архивировано 10 июля 2019 года.
18. 1 2 3  Greg Pratt. Рецензия на Altered States of America на Exclaim! (англ.). exclaim.ca. Exclaim! (1 мая 2003). Дата обращения: 20 февраля 2020. Архивировано 20 февраля 2020 года.
19. 1 2  William York. Рецензия на Altered States of America на AllMusic (англ.). www.allmusic.com. AllMusic. Дата обращения: 20 февраля 2020. Архивировано 20 февраля 2020 года.
20. 1 2  Greg Pratt. Рецензия на переиздание Altered States of America (англ.). exclaim.ca. Exclaim! (17 ноября 2008). Дата обращения: 20 февраля 2020. Архивировано 20 февраля 2020 года.
21. ↑  Nadja Sayej. Who is Company Fuck? (англ.). www.vice.com. Vice.com (21 октября 2013). Дата обращения: 10 февраля 2020. Архивировано 22 февраля 2020 года.
22. ↑  From Arsedestroyer to Zoogz Rift: 50 underground albums you've never even heard of (англ.). www.theguardian.com. The Guardian (24 ноября 2017). Дата обращения: 28 февраля 2020. Архивировано 5 марта 2020 года.
23. ↑  Dom Lawson. The 10 essential grindcore albums (англ.). www.loudersound.com. Louder (31 августа 2016). Дата обращения: 28 февраля 2020. Архивировано 28 февраля 2020 года.
24. ↑  SATANIC MALFUNCTIONS’ DISGRACE TO MUSIC (англ.). www.ztmag.com. Zero Tolerance (31 марта 2012). Дата обращения: 28 февраля 2020. Архивировано 28 февраля 2020 года.
25. ↑  Justin Norton. Full Album Stream: Satanic Malfunctions (англ.). www.decibelmagazine.com. Decibel Magazine (15 октября 2013). Дата обращения: 28 февраля 2020. Архивировано 27 октября 2020 года.
26. 1 2 3 4 5  Mudrian.
27. 1 2 3 4  Meyer, Gene. Fear of God Founder Erich Keller Talks Grindcore History, Album Reissue (англ.). www.decibelmagazine.com. Decibel Magazine (6 марта 2018). Дата обращения: 4 февраля 2020. Архивировано 9 ноября 2020 года.
28. ↑  Juan Sebastián Barriga Ossa. Tributos insólitos: 10 discos de covers inesperados (исп.). www.vice.com. Vice.com (13 января 2016). Дата обращения: 4 февраля 2020. Архивировано 4 февраля 2020 года.
29. ↑  Arthur Dantas. O Resto É Ruído (порт.). www.vice.com. Vice.com (5 мая 2010). Дата обращения: 16 февраля 2020. Архивировано 2 мая 2020 года.
30. ↑  Интервью с Александром Алексеевым, владельцем лейбла "Spirals of Involution"
31. ↑  "Grindcore Special" (2009), Terrorizer, 180, 41-56 p. 44.
32. 1 2  Ian Christe. Metal (англ.) // CMJ New Music Monthly : журнал. — 1999. — January (no. 65-64). — P. 59. — ISSN 1074-6978.
33. 1 2  Замировская, Татьяна. Трэш и безумие. www.experty.by. Experty.by (26 марта 2010). Дата обращения: 19 января 2020. Архивировано 24 февраля 2020 года.
34. ↑  Zeitschrift für kritische Theorie. — zu Klampen, 2000. — С. 60.
35. ↑  Chimenti, Aldo. CAMION NOIR: DEATH IN JUNE A l'ombre des runes. — Camion Blanc. — ISBN 9782357793781.